# Officine Fagus
Le Officine Fagus sono una fabbrica di forme per scarpe progettate da Walter Gropius e Adolf Meyer e realizzate nel 1911. Le officine sorgevano isolate alla periferia della cittadina di Alfeld an der Leine in una conca tra boschi e colline; sono rimaste praticamente intatte, così come la città, in quanto è una delle poche zone risparmiate dalla seconda guerra mondiale. 

## Storia
Dal 1907 al 1910 Walter Gropius aveva lavorato a Berlino nello studio di Peter Behrens, anni in cui questi era consulente artistico dalla AEG ed aveva realizzato per la ditta la Fabbrica di turbine.
Nel 1911 Walter Gropius apre il suo studio con Adolf Meyer e nello stesso anno lo studio riceve l'incarico per la progettazione delle Officine Fagus. 
Nella struttura Fagus Gropius e Mayer adattarono la sintassi della Fabbrica di turbine di Behrens ma con soluzioni architettoniche diverse. Infatti mentre gli angoli dell'edificio dell'AEG sono di mattoni, in questo caso sono di vetro. Inoltre i pannelli verticali di vetro, in aggetto rispetto al rivestimento in mattoni, danno l'impressione di essere sospesi al livello del tetto. Questo effetto di sospensione combinato con gli angoli trasparenti, è l'inverso della composizione di Behrens.
In quest'opera non c'è traccia delle intenzioni monumentali di Behrens; ad eccezione del camino, nessuno dei volumi è accentuato rispetto agli altri. I diversi corpi di fabbrica, che corrispondono a diverse funzioni, sono accostati semplicemente uno all'altro. 
Questi temi compositivi saranno ulteriormente sviluppati dai due architetti nel progetto nel Padiglione del Werkbund all'Esposizione di Colonia del 1914.

## Principi ispiratori
Come la struttura della Bauhaus, le Officine sono l'emblema del razionalismo architettonico tedesco di Gropius, il quale, al contrario di Le Corbusier, fu sostenitore fermissimo di un'unica idea e di un unico programma riconducibili a una corrente politica ben precisa, ovvero la socialdemocrazia: per lo svizzero l'architettura deve gareggiare con la pittura inseguendo un ideale classico della forma universale, mentre per Gropius essa deve allearsi con l'industria. Nelle Officine il materiale predominante è il vetro, che assolve a una duplice funzione: garantire la massima disponibilità di luce e aria conferendo salubrità ai locali interni, ma anche permettere la comunicazione con l'esterno. La "trasparenza", pertanto, non è solo caratteristica fisica, bensì la condizione stessa dell'operare degli utenti dell'edificio.